# 徐太平
徐太平（1790年—1853年），山東東昌府高唐州城北恩路茶棚庄（今山東省高唐縣）人，清朝军事将领，武進士出身。
嘉慶十五年（1810年）武舉人。嘉慶十六年（1811年），联捷二甲武進士，授三等侍衛。嘉慶二十二年（1817年），任江南江北漕標中營中軍都司。道光七年（1827年），任南陽鎮標左營遊擊，負責河南南陽鎮標中軍遊擊兼管左營事務。道光十三年（1833年），兼河南南陽鎮總兵官。道光十六年（1836年），任河南河南城守營參將、署河南撫標中軍參將。道光二十一年（1841年），署河南荊子關協副將。次年實授。后兼署河南南陽鎮總兵官。道光二十六年（1846年），任福建汀州鎮總兵官。次年開缺回籍調理。